# 353 Руперто-Карола
353 Руперто-Карола (353 Ruperto-Carola) — астероїд головного поясу, відкритий 16 січня 1893 року Максом Вольфом у Гейдельберзі.